# Stilpon pauciseta
Stilpon pauciseta är en tvåvingeart som beskrevs av Axel Leonard Melander 1927. Stilpon pauciseta ingår i släktet Stilpon och familjen puckeldansflugor. Inga underarter finns listade i Catalogue of Life.